# Armengol Ondo Nguema
Armengol Ondo Nguema (3 de febrero de 1970) es un político ecuatoguineano, hermano menor del presidente ecuatoguineano Teodoro Obiang, y delegado de la Seguridad Nacional.

## Biografía
Es el jefe de la seguridad nacional y hombre más influyente del régimen. La razón de su aislamiento hace unos años pudo estar relacionada con sus vínculos comerciales con Nick du Toit, uno de los líderes del fallido golpe de 2004. Armengol comparte la propiedad de Triple Options, una compañía de seguridad, con du Toit. Armengol también tiene grandes propiedades en el estado de Virginia y Washington. Opositor acérrimo a la llegada de su sobrino Teodorín Nguema Obiang a la presidencia, se autopresenta como un candidato capaz de gatillar un cambio en la sucesión. Se le considera sospechoso de haber tomado parte en las numerosas violaciones a los derechos humanos en Guinea Ecuatorial.